# Alfio Vandi
Alfio Vandi (Santarcangelo di Romagna, Rimini, Emília-Romanya, 7 de desembre de 1955) és un ciclista italià que fou professional entre 1976 i 1988. En el seu palmarès destaca la victòria en la Classificació dels Joves del Giro d'Itàlia de 1976, la primera en què s'instaurà aquesta classificació. Fou en aquesta cursa on obtingué els millors resultats, tot i que mai aconseguí guanyar cap etapa, acabant quatre vegades entre els deu primers classificats. Altres resultats destacats foren la victòria al Giro del Vèneto de 1976 i la Milà-Torí de 1979.

## Palmarès
- 1975
  - 1r a la Copa de la Pau
- 1976
  - 1r al Giro del Vèneto
- 1977
  - Vencedor d'una etapa a la Tirrena-Adriàtica
- 1979
  - 1r a la Milà-Torí
- 1981
  - 1r al Giro de la província de Reggio de Calàbria
  - 1r al Memorial Nencini
  - 1r a la Coppa Placci

### Resultats al Giro d'Itàlia
- 1976. 7è de la classificació general.  1r de la Classificació dels joves
- 1977. 4t de la classificació general
- 1978. 7è de la classificació general
- 1980. Abandona (20a etapa)
- 1981. 7è de la classificació general
- 1982. 12è de la classificació general
- 1983. 20è de la classificació general
- 1984. 17è de la classificació general
- 1985. Abandona (8a etapa)
- 1986. 11è de la classificació general
- 1987. 33è de la classificació general
- 1988. 31è de la classificació general

### Resultats al Tour de França
- 1979. No surt (10a etapa)
- 1983. 39è de la classificació general